# Vi khí hậu

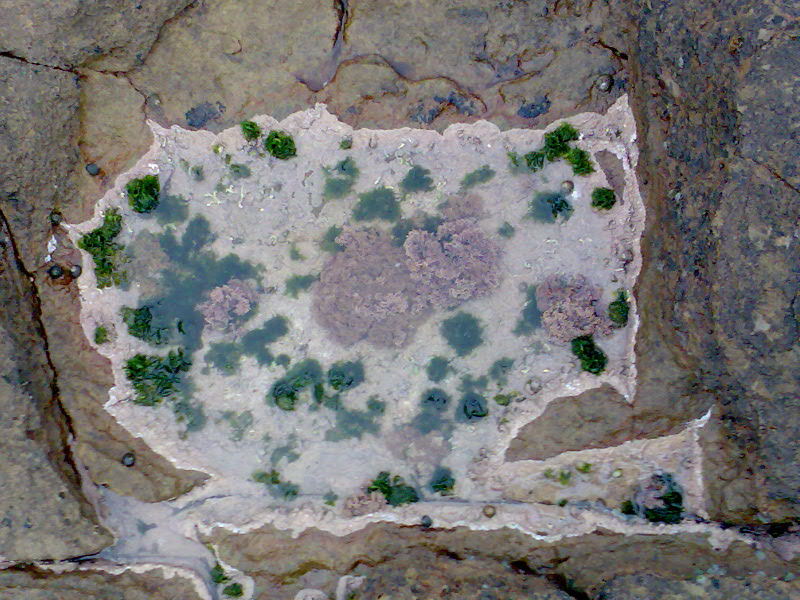
Microclimate on rock located in intertidal zone in Sunrise-on-Sea, South Africa

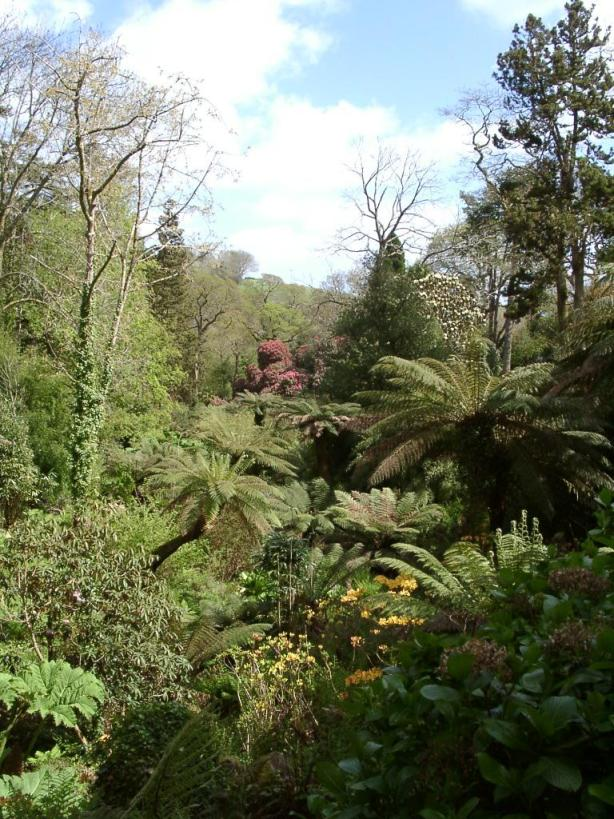
Tree ferns thrive in a protected dell at the Lost Gardens of Heligan, in Cornwall, Anh, latitude 50° 15'N

Vi khí hậu là một vùng khí quyển địa phương có khí hậu khác biệt với xung quanh. Thuật ngữ này cũng được dùng để chỉ một khu vực nhỏ từ vài mét vuông (khu vườn) hay các khu vực rộng lớn hơn. Vi khí hậu tồn tại gần các thể nước đối tượng có thể làm lạnh khí quyển khu vực, hoặc các khu vực đô thị tập trung nhiều các tòa nhà gạch, bê tông hoặc nhựa đường, các đối tượng có thể hấp thụ năng lượng mặt trời rồi nung nóng chúng và phát nhiệt trở lại làm nóng không khí xung quanh, kết quả là tạo ra đảo nhiệt đô thị là một dạng vi khí hậu.
Một yếu tố khác góp phần vào việc tạo ra vi khí hậu đó là sườn dốc hoặc hướng sườn (hướng vuông góc với bề mặt của một sườn dốc) của một khu vực. Các sườn có bề mặt quay về hướng nam ở bán cầu Bắc và các sườn có bề mặt quay về hướng bắc ở bán cầu Nam phơi sáng nhiều hơn những sườn dốc khác và do đó làm thời gian nung nóng kéo dài hơn.